# Campo de golf

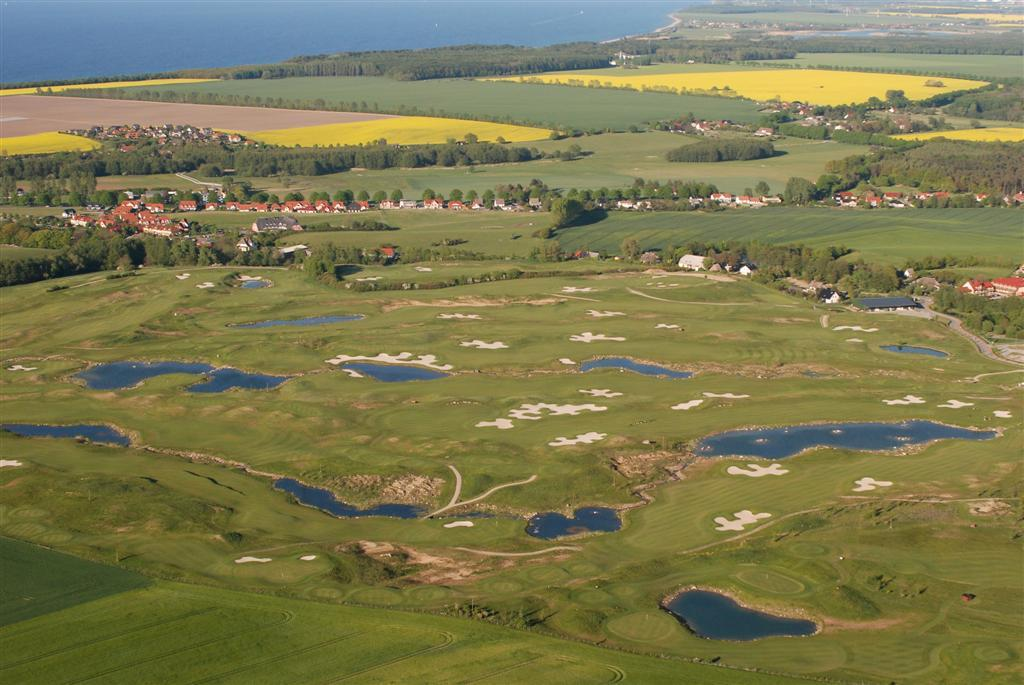
Vista aérea de un campo de golf (Golfplatz Wittenbeck en el Mar Báltico, Alemania)

Un campo de golf es el terreno en el que se practica el deporte del golf. Consiste en una serie de hoyos, cada uno compuesto por un área de salida, una calle, el rough y otros obstáculos, y un green con un agujero cilíndrico en el suelo, conocido como hoyo, que sostiene un asta de bandera. Una ronda estándar de golf consta de 18 hoyos y, como tal, la mayoría de los campos contienen 18 hoyos distintos; sin embargo, hay muchos campos de 9 hoyos y algunos que tienen hoyos con calles o greens compartidos. También hay campos con un número de hoyos no estándar, como 12 o 14.  
La gran mayoría de los campos de golf tienen hoyos de diferente longitud y dificultad a los que se les asigna una puntuación estándar, conocida como par, que un jugador competente debería poder alcanzar, los que suelen ser en tres, cuatro o cinco golpes. Los campos de par 3 constan de hoyos, todos ellos de par tres. Las canchas cortas han ganado popularidad; estas consisten principalmente en hoyos de par 3, pero a menudo tienen algunos hoyos cortos de par 4.
Muchos campos más antiguos se conocen como links, a menudo emplazados en áreas costeras. Los primeros campos de golf se basaban en la topografía de dunas y cordones dunares con un suelo cubierto de hierbas, expuestos al viento y al mar. Los campos son privados, públicos o de propiedad municipal y, por lo general, cuentan con una tienda profesional. Muchos campos privados se encuentran dentro de clubes de campo.

## Diseño

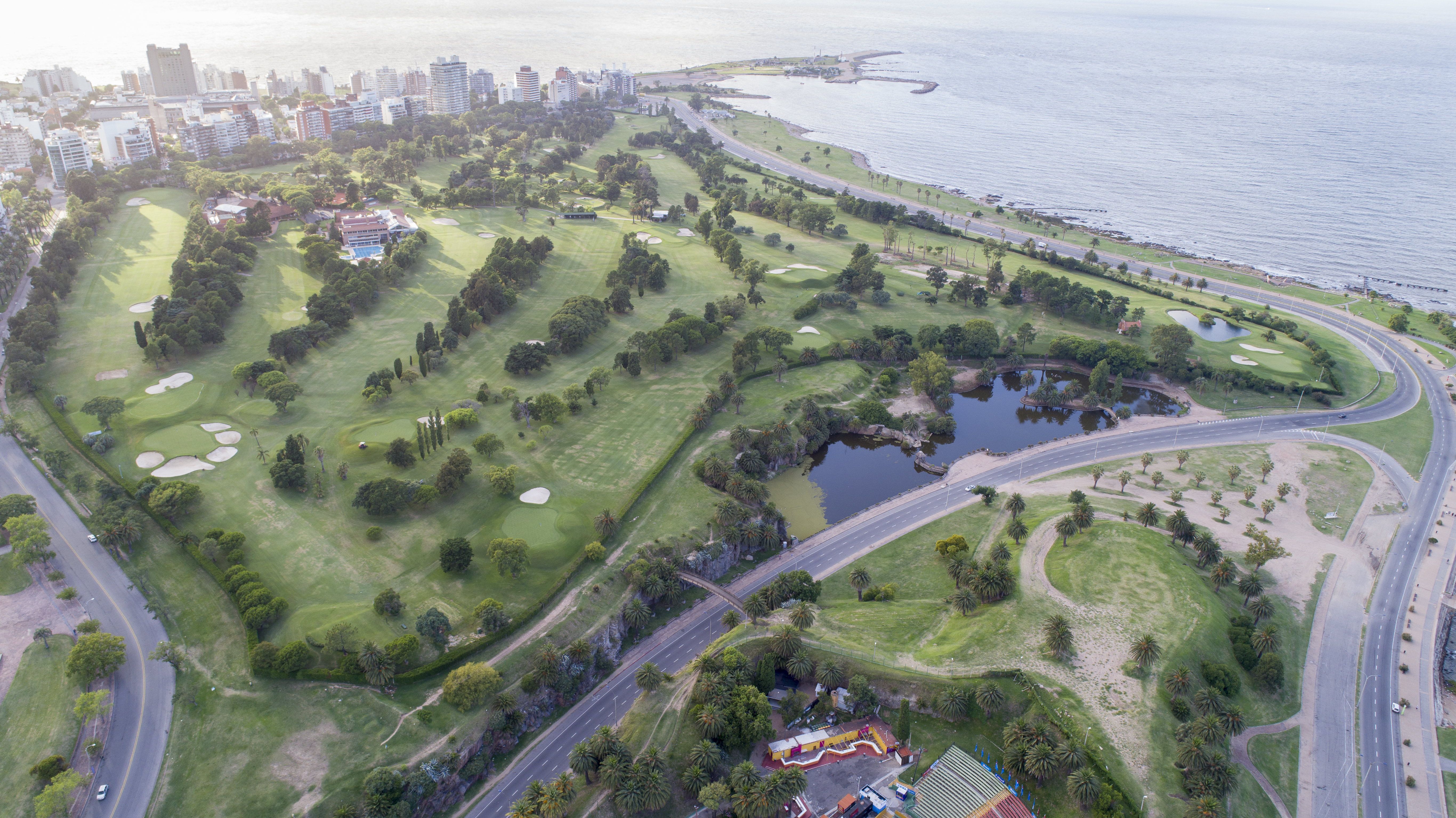
Vista aérea del Club de Golf Montevideo, diseñado por Alister Mackenzie.

Aunque es una especialidad dentro del diseño paisajístico o la arquitectura del paisaje, la arquitectura de campos de golf se considera un campo de estudio independiente. Algunos diseñadores de campos de golf se convierten en celebridades por derecho propio, como Alister MacKenzie; otros son golfistas profesionales de alto nivel y demostrado aprecio por la composición de los campos de golf, como Jack Nicklaus. Esta subdisciplina está parcialmente representada por la Sociedad Estadounidense de Arquitectos de Campos de Golf, el Instituto Europeo de Arquitectos de Campos de Golf y la Sociedad Australiana de Arquitectos de Campos de Golf. Si bien los campos de golf suelen seguir el paisaje original, es inevitable realizar algunas modificaciones. Este es cada vez más el caso, ya que es más probable que los nuevos campos estén ubicados en terrenos menos óptimos. Los arquitectos siempre construyen búnkers y trampas de arena, a menos que la formación de dichos elementos ya se encuentre en el terreno natural del campo.

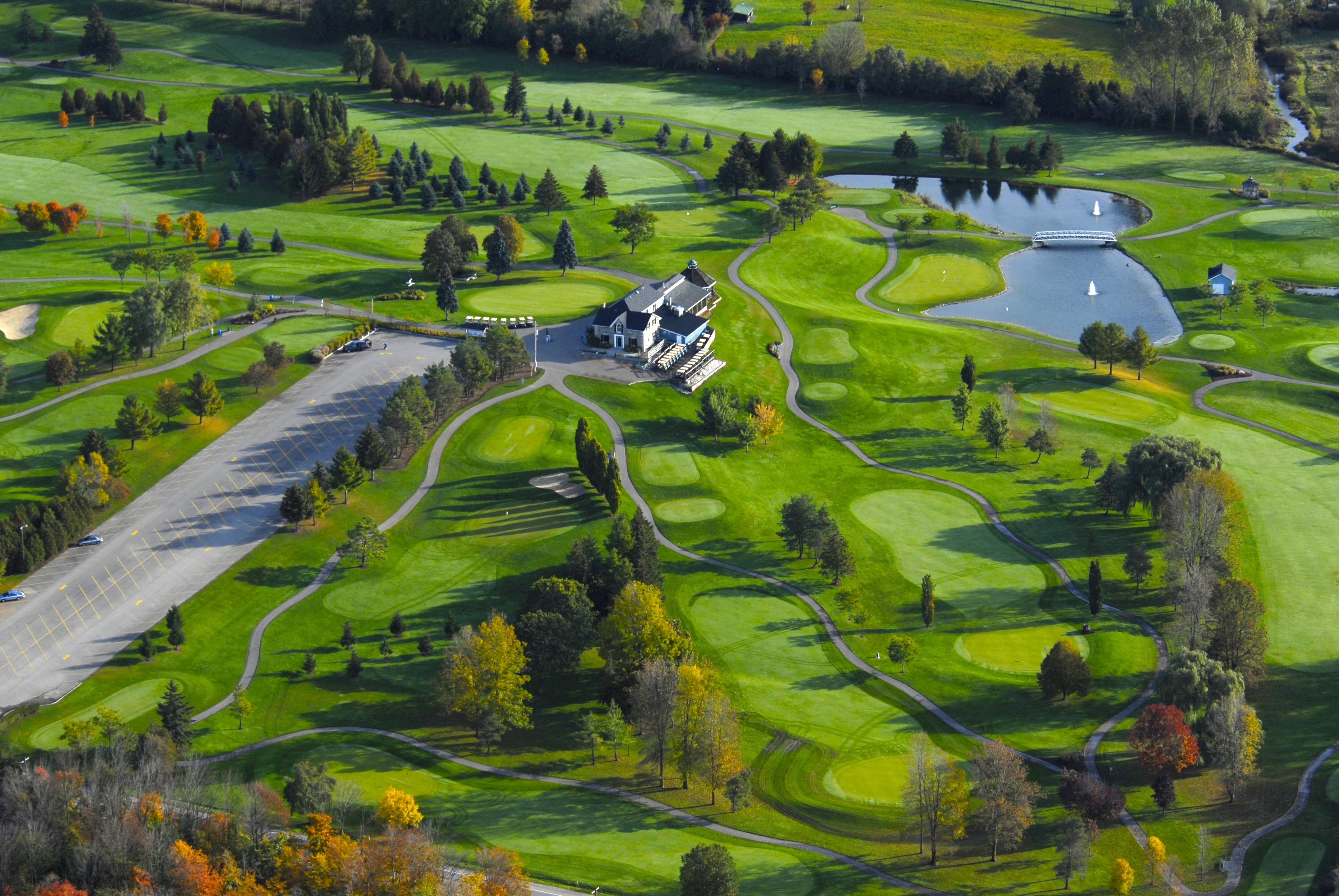
Vista aérea del Maryhill Golf Course en Ontario, Canadá

El diseño de un campo sigue ciertos principios tradicionales, como el número de hoyos (siendo 9 y 18 los más comunes), sus valores par y el número de hoyos de cada valor par por campo. También es preferible disponer los greens cerca del área de salida del siguiente hoyo jugable, para minimizar la distancia recorrida mientras se juega una ronda y para variar la combinación de hoyos más cortos y más largos. Combinado con la necesidad de agrupar todas las calles dentro de lo que frecuentemente es un terreno compacto cuadrado o rectangular, las calles de un campo tienden a formar un patrón de mosaico por oposición. En áreas complejas, dos hoyos pueden compartir una misma área de salida, calle o incluso green. También es común que se coloquen puntos de salida separados para hombres, mujeres y aficionados, cada uno de ellos más cerca del green, respectivamente. Los campos de 18 hoyos se dividen tradicionalmente en un "9 frontal" (hoyos 1 a 9) y un "9 trasero" (hoyos 10 a 18). En los campos más antiguos (especialmente los links), los hoyos pueden estar dispuestos en un bucle largo, comenzando y terminando en la casa club, y por lo tanto los primeros 9 se denominan en la tarjeta de resultados "fuera" (alejándose de la casa club) y los 9 traseros como "dentro" (volviendo a la casa club). Los campos más recientes (y especialmente los campos del interior) tienden a recorrerse con los 9 delanteros y los 9 traseros, cada uno de los cuales constituye un circuito separado que comienza y termina en la casa club. Esto es en parte para la comodidad tanto de los jugadores como del club, ya que entonces es más fácil jugar solo una ronda de 9 hoyos, si se prefiere, o detenerse en la casa club para tomar un refrigerio entre los 9  hoyos delanteros y los 9 traseros.
Un diseño exitoso es tan agradable a la vista como jugable. Dado que el golf es una forma de recreación al aire libre, un buen diseñador es un experto estudiante del paisajismo natural que comprende la cohesión estética de la vegetación, los cuerpos de agua, los senderos, los pastos, la mampostería y la madera, entre otros elementos.

### Par

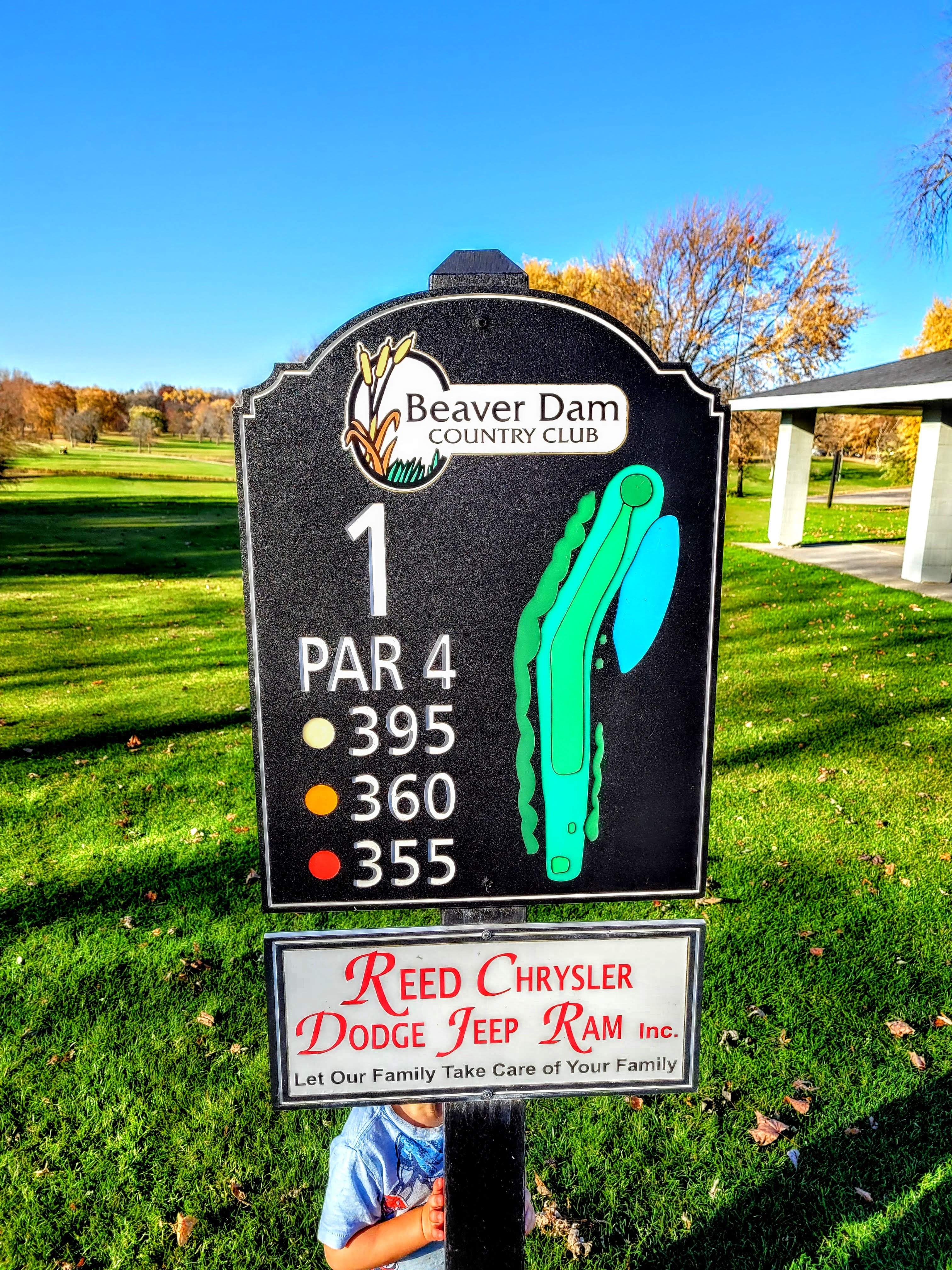
Letrero en el hoyo 1 del Beaver Dam Country Club en Wisconsin, señalando que es par-4

La mayoría de los campos de golf solo tienen hoyos par-3, -4 y -5, aunque algunos incluyen hoyos par-6 y par-7.
El par está determinado principalmente por la longitud de juego de cada hoyo desde el área de salida hasta el green. A los hoyos generalmente se les asignan valores nominales entre tres y cinco, lo que incluye un número reglamentario de golpes para llegar al green en función de la distancia promedio que un golfista competente golpea la bola, y dos putts. En ocasiones, se tienen en cuenta otros factores además de la distancia al establecer el par de un hoyo, entre los que se incluyen la altitud, características del terreno y obstáculos que hacen que un hoyo se juegue más o menos que su distancia medida, por ejemplo, si la ruta es significativamente cuesta arriba o cuesta abajo, o si requiere jugar un golpe para terminar antes de llegar a una masa de agua antes de pasar sobre ella.
Según la Asociación de Golf de los Estados Unidos, las distancias típicas para los distintos hoyos desde las áreas de salida estándar son las siguientes:
Hombres:
- Par 3 – Menos de 260 yardas (237,7 m)
- Par 4: 240-490 yardas (219,5-448,1 m)
- Par 5: 450-710 yardas (411,5-649,2 m)
- Par 6 – 670 yardas (612,6 m) o más

Mujeres:
- Par 3 – Menos de 220 yardas (201,2 m)
- Par 4: 200-420 yardas (182,9-384 m)
- Par 5: 370-600 yardas (338,3-548,6 m)
- Par 6 – 570 yardas (521,2 m) o más

## Características

Características del campo de golf:
1. Área de salida
2. Área de penalización,
3. Rough
4. Fuera de límites
5. Búnker
6. Área de penalización
7. Calle
8. Green
9. Asta de bandera
10. Hoyo

### Área de salida
La primera sección de cada hoyo consiste en el área de salida o tee-box. Por lo general, hay más de una casilla disponible donde un jugador coloca su bola, cada una a una distancia diferente del hoyo (y posiblemente con un ángulo de aproximación diferente al green o calle) para proporcionar diferentes dificultades. El lugar de salida es generalmente lo más nivelado posible, con césped muy cortado muy similar al de un putting green, y la mayoría está ligeramente elevado con respecto a la calle circundante.
Cada área de salida tiene dos marcadores que muestran sus límites reglamentarios. El área de salida abarca la distancia entre los marcadores y se extiende a dos palos detrás de los marcadores. Un golfista puede jugar la pelota estando fuera del área de salida, pero la pelota en sí debe colocarse y golpearse desde dentro del área. Un golfista puede colocar su bola directamente sobre la superficie del tee, o la bola puede estar sostenida por un tee fabricado (limitado a una altura de cuatro pulgadas), o por cualquier sustancia natural, como un montículo de arena colocado en la superficie de salida.

### Calle y rough

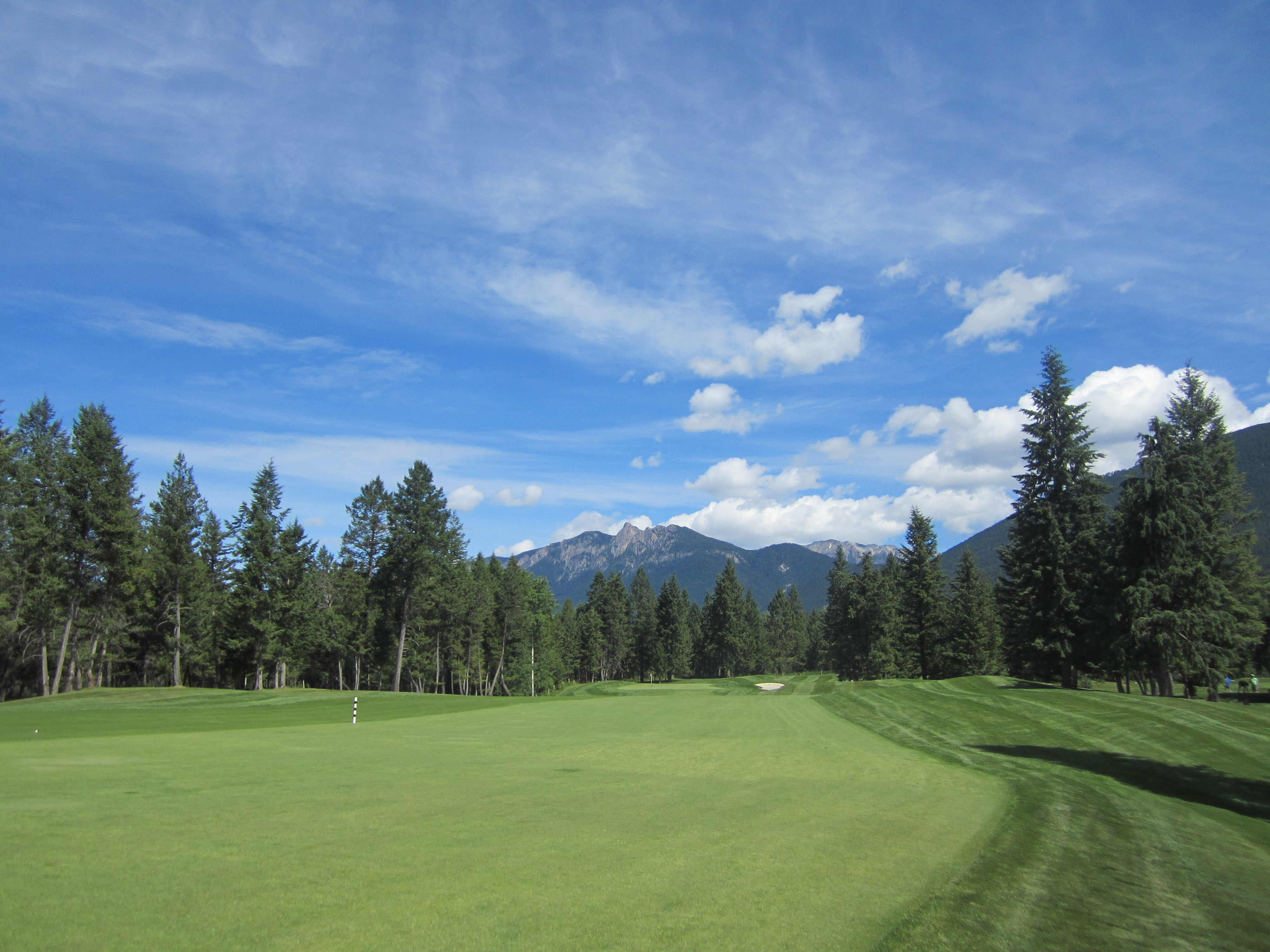
Diferencias de alturas del césped entre calle (izquierda) y rough (derecha), en el campo de golf Spur Valley, en Radium Hot Springs, Canadá

Después del primer tiro desde el área de salida ("golpe de salida"), el jugador cuya bola está más alejada del green golpea la bola desde donde quedó posada; este lugar se conoce como "lie" o reposo. Cuando la pelota está en juego y no fuera de límites o en un obstáculo, el jugador debe jugar la pelota tal como está. La zona entre el área de salida y el green, donde se corta el césped de manera uniforme y corta se llama calle o fairway. El área entre la calle y los marcadores de fuera de límites, y también entre una plataforma cortada que rodea el green y fuera de límites, es el rough; el césped allí se corta más alto y suele ser más grueso que en las calles, lo que hace que sean zonas desventajosas para golpear, y las opciones se vuelvan muy limitadas. En los hoyos de par 3, se espera que el jugador pueda conducir la bola hacia el green en el primer tiro desde el área de salida. En los hoyos más largos que el par 3, se espera que los jugadores necesiten al menos un tiro adicional para llegar a sus greens.

Patas de perro típicas. Izquierda: "pata de perro a la izquierda". Derecha: "doble pata de perro"

Si bien muchos hoyos están diseñados con una línea de visión directa desde el lugar de salida hasta el green, un hoyo puede doblarse hacia la izquierda o hacia la derecha. Esto se llama "dogleg", en referencia a la similitud en su forma con una pata de perro. El hoyo se llama "pata de perro a la izquierda" (dogleg left) si el agujero tiene un ángulo hacia la izquierda, y "pata de perro a la derecha" (dogleg right) si el agujero tiene un ángulo hacia la derecha. La dirección de un agujero puede doblarse dos veces, lo que se denomina "doble dogleg".
Las variantes de césped utilizadas para calles y rugosos incluyen césped doblado, grama Tifway 419, raigrás, pasto azul de Kentucky y zoysia. Al igual que con los tipos de césped para putting green, no todos los tipos de césped funcionan igual de bien en todos los tipos de clima.

### Greens

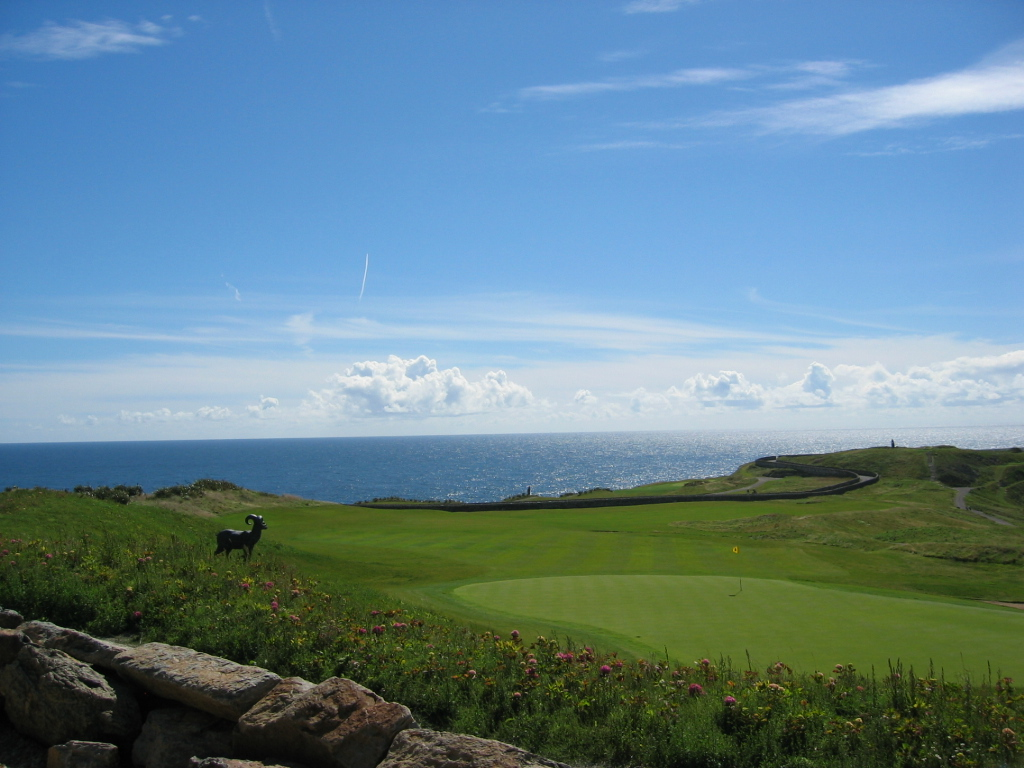
El hoyo 18 en Old Head Golf Links en Old Head of Kinsale

El putting green, o simplemente el green, es un área de césped muy bien cortado sobre un terreno relativamente uniforme y liso que rodea el hoyo, lo que permite a los jugadores realizar golpes de precisión en él. Pegar un "putt" es jugar un golpe en esta superficie, generalmente con el epónimo palo putter, cuyo loft es muy bajo para que la bola ruede suavemente por el suelo y, con suerte, entre en el hoyo. La forma y la topología del green pueden variar casi sin límite, pero para efectos prácticos el green suele ser más plano que otras zonas del campo, aunque las suaves pendientes y ondulaciones pueden suponer un desafío adicional para los jugadores que deben tener en cuenta estas variaciones en su línea de putting. El green normalmente no incluye ningún obstáculo o búnker completamente cerrado, como arena o agua; sin embargo, pueden haber obstáculos adyacentes al green. Dependiendo de la forma del green y los obstáculos circundantes, y la ubicación del hoyo (que suele cambiar de un día para otro para promover el desgaste uniforme del césped del green), es posible que no haya una línea directa de putting desde un punto del green hasta el hoyo. 

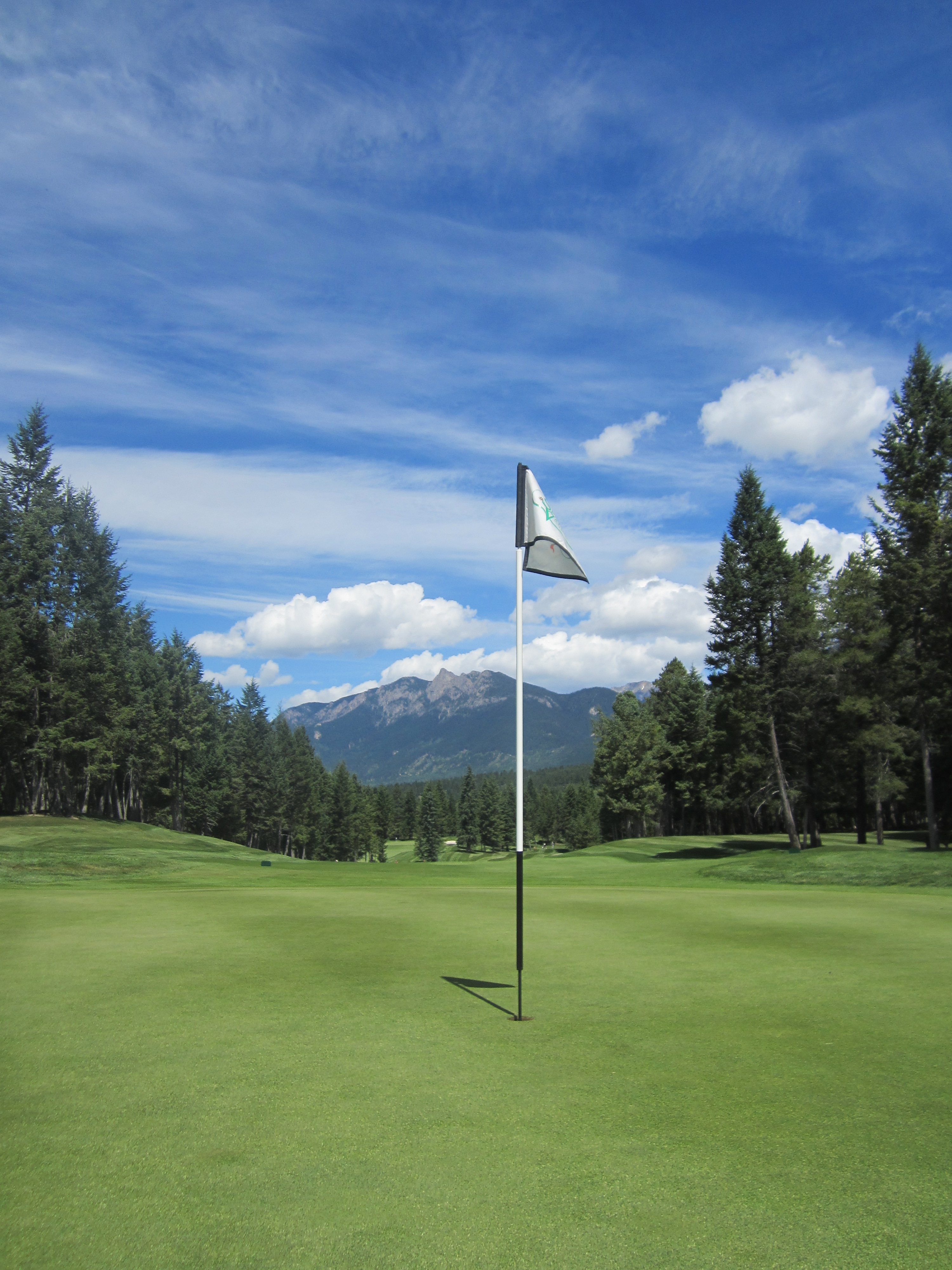
Asta de bandera en el campo de golf Spur Valley

Los golfistas utilizan un método conocido como "lectura" del green para mejorar sus posibilidades de realizar un putt. Leer un green implica determinar la velocidad, la textura del césped, el declive y la inclinación del green en la línea del putt. La mayoría de los putts no se golpean directamente al hoyo, sino que se deben golpear teniendo en cuenta las características del green para llegar al hoyo con el ángulo y la velocidad adecuados. Los mejores jugadores leerán el green caminando alrededor del mismo y estudiando las características del mismo antes de dirigirse a la bola. Muchos golfistas consideran que leer el green y poner el putt es la parte más difícil del juego.
El green normalmente está rodeado de un césped ligeramente más alto, cortado a una altura entre la del green y la calle, y luego por la calle y/o el rough. Este césped más largo que rodea el green se conoce como fringe (arpón o fleco), y está diseñado para frenar y detener las bolas que ruedan a lo largo del green desde un golpe de aproximación o un putt errante, impidiéndoles salir del green. Aunque se pueden realizar golpes de putt sobre él, el césped más alto puede interferir con la trayectoria de la bola, por lo que los jugadores a menudo optan por utilizar un palo elevado, como un hierro, para realizar un "chip shot" (un golpe de aproximación, bajo y corto, normalmente realizado desde fuera del green) o un "bump and run", donde la pelota se eleva en el aire unos cuantos metros y luego rueda por el green como un putt normal.
El césped del putting green (más comúnmente simplemente "green") se corta muy corto para que la pelota pueda rodar una larga distancia. Los tipos más comunes de greens son para el invierno frío, pero las regiones de verano más cálidas son greens de césped doblado. Un green puede consistir en una fina alfombra para que el mal tiempo no se convierta en un factor importante para el mantenimiento del campo. Se consideran los mejores greens porque se pueden cortar a una altura extremadamente baja y porque se pueden cultivar a partir de semillas. El césped doblado no tiene vetas, lo que lo hace superior como superficie de golf. Sin embargo, el pasto doblado puede infestarse con la maleza Poa annua. Augusta National es uno de los muchos campos de golf que utilizan este tipo de green. El diseño original del Augusta National no incluía greens de césped doblado, pero a principios de la década de 1980 los greens se convirtieron de Bermuda a césped doblado. Esto afectó a la velocidad de los greens, haciéndolos demasiado rápidos, por lo que posteriormente se remodelaron varias zonas para reducir las pendientes y hacerlos más jugables. Posteriormente, muchos otros campos de golf tomaron la decisión de cambiar de Bermuda a césped doblado cuando observaron un aumento en el negocio en campos que ya habían cambiado.
El costo de instalación y mantenimiento de greens de césped constituye una proporción considerable del gasto de instalación y mantenimiento de un campo de golf. Para ahorrar dinero, muchos campos de bajo presupuesto dirigidos a jugadores ocasionales tienen greens de arena en lugar de césped real. En los últimos años, el uso de césped artificial también se ha popularizado como una alternativa menos costosa al césped natural, asemejándosele más en apariencia y sensación en comparación con una superficie de arena.

### Obstáculos

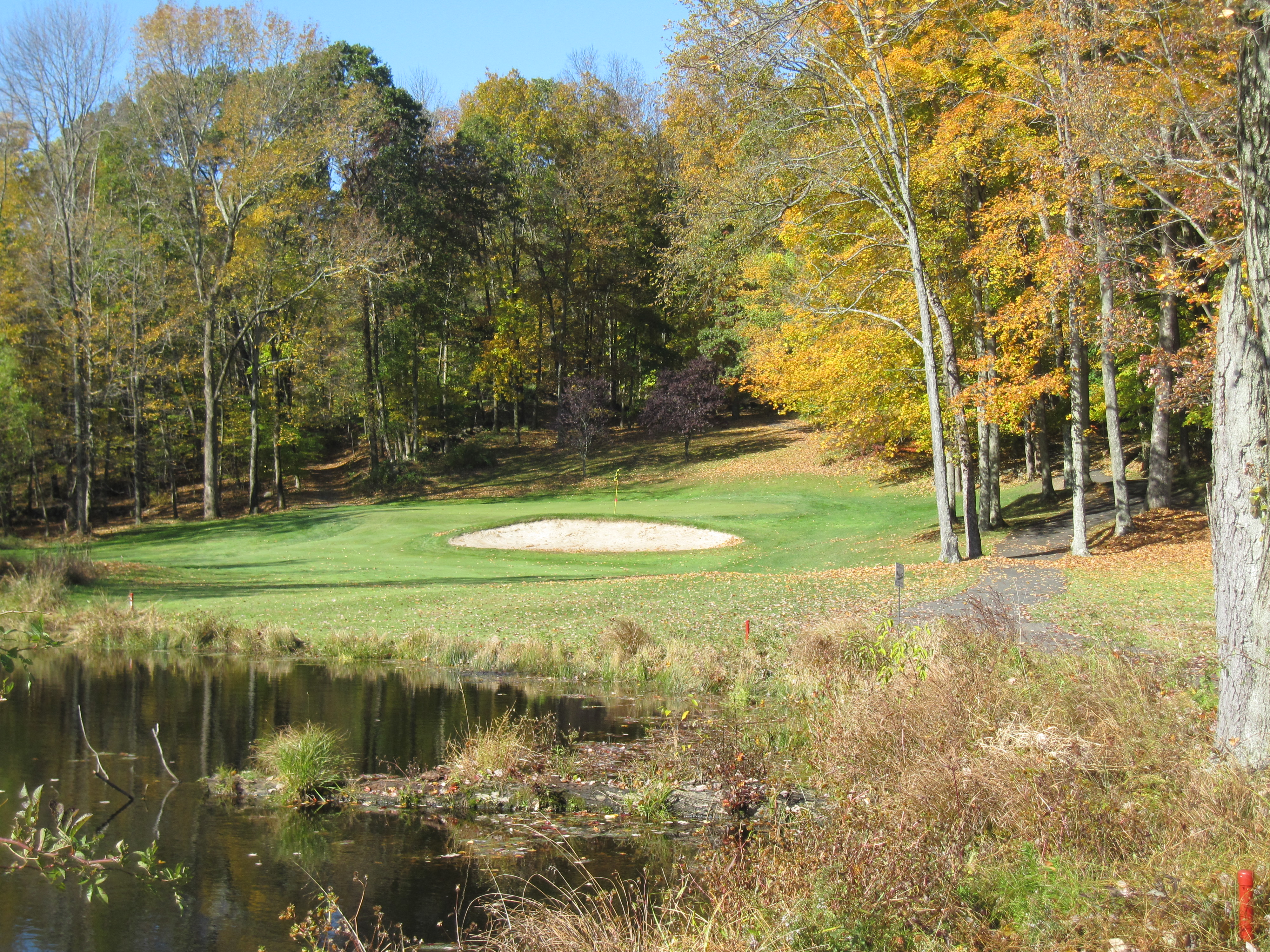
Obstáculo de agua, trampa de arena y densa vegetación en el hoyo 13 del campo de golf Ridgefield, en Connecticut

Los hoyos a menudo incluyen obstáculos, que son áreas especiales que tienen reglas adicionales para jugar y generalmente son de dos tipos: (1) obstáculos de agua, como estanques, lagos y ríos; y (2) búnkers o trampas de arena.

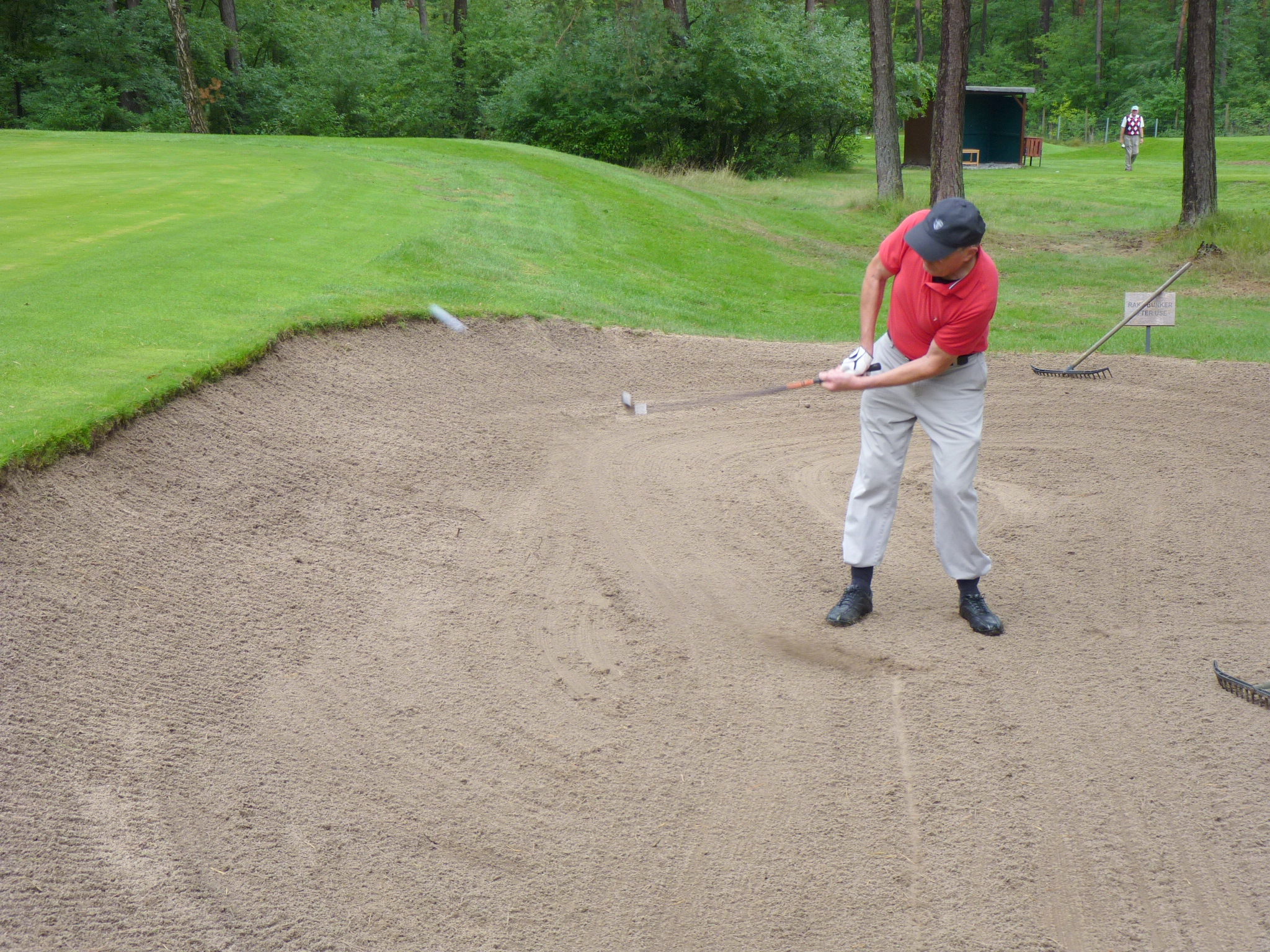
Golfista sacando una bola de un búnker de arena

Se aplican reglas especiales al jugar una bola que cae en un obstáculo. Por ejemplo, un jugador no puede tocar el suelo o el agua con su palo antes de jugar la pelota, ni siquiera para practicar el swing. Una bola en cualquier obstáculo puede jugarse tal como está sin penalización. Si no se puede jugar desde el obstáculo, la bola podrá ser golpeada desde otro lugar, generalmente con una penalización de un golpe. Las reglas del golf especifican exactamente el punto desde el cual se puede jugar la pelota fuera de un obstáculo.
Los búnkers son áreas pequeñas a medianas, generalmente más bajas que la calle pero de topografía variable, que están llenas de arena y generalmente incorporan un talud elevado o una barrera, siendo a menudo una depresión de la que se ha sacado la hierba o la tierra. Es más difícil jugar la pelota desde la arena que desde la hierba, ya que la pelota puede incrustarse, y la naturaleza suelta de la arena y la pendiente más pronunciada de muchos búnkers hacen que la posición para golpear la bola se dificulte. Como en cualquier obstáculo, una bola en un búnker debe jugarse sin tocar la arena con el palo excepto durante el golpe, y no se deben mover impedimentos sueltos (hojas, piedras, ramitas) antes de ejecutar el golpe.

### Driving range

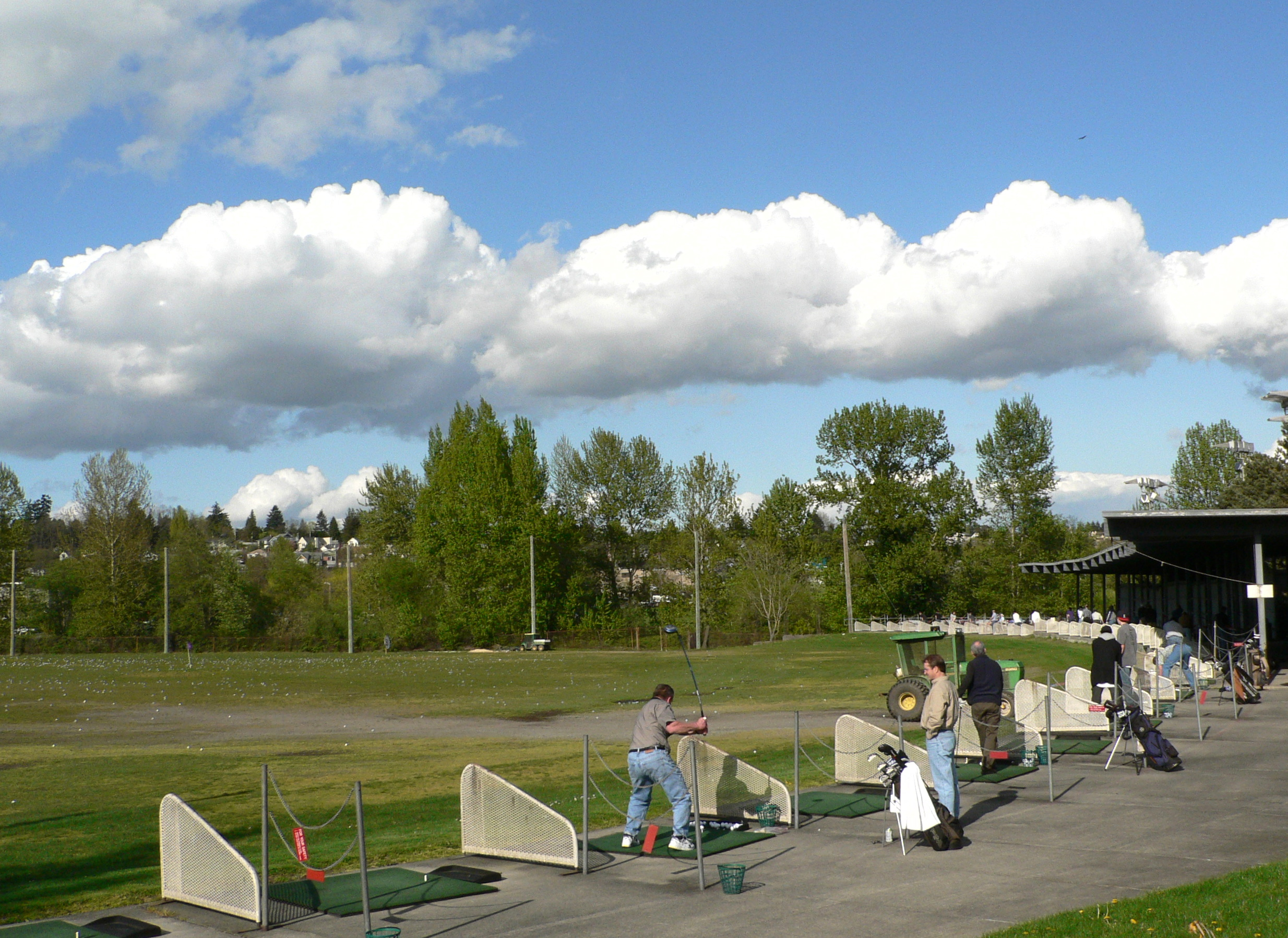
Campo de práctica con 43 áreas de salida (20 cubiertos)

A menudo, un campo de golf incluirá entre sus instalaciones un campo de práctica o driving range, normalmente con greens de práctica, búnkers y zonas de práctica. Los marcadores que muestran las distancias generalmente se incluyen en un campo de práctica para información del golfista. Los campos de prácticas también se encuentran comúnmente como instalaciones separadas, no conectadas a un campo de golf, donde los jugadores pueden simplemente golpear las bolas en el campo para practicar o disfrutar.

### Hoyos característicos
Muchos campos de golf tienen lo que podría denominarse un "hoyo característico". Este suele ser el agujero considerado como más memorable, estéticamente agradable o fotogénico del campo.

## Tipos

### Links

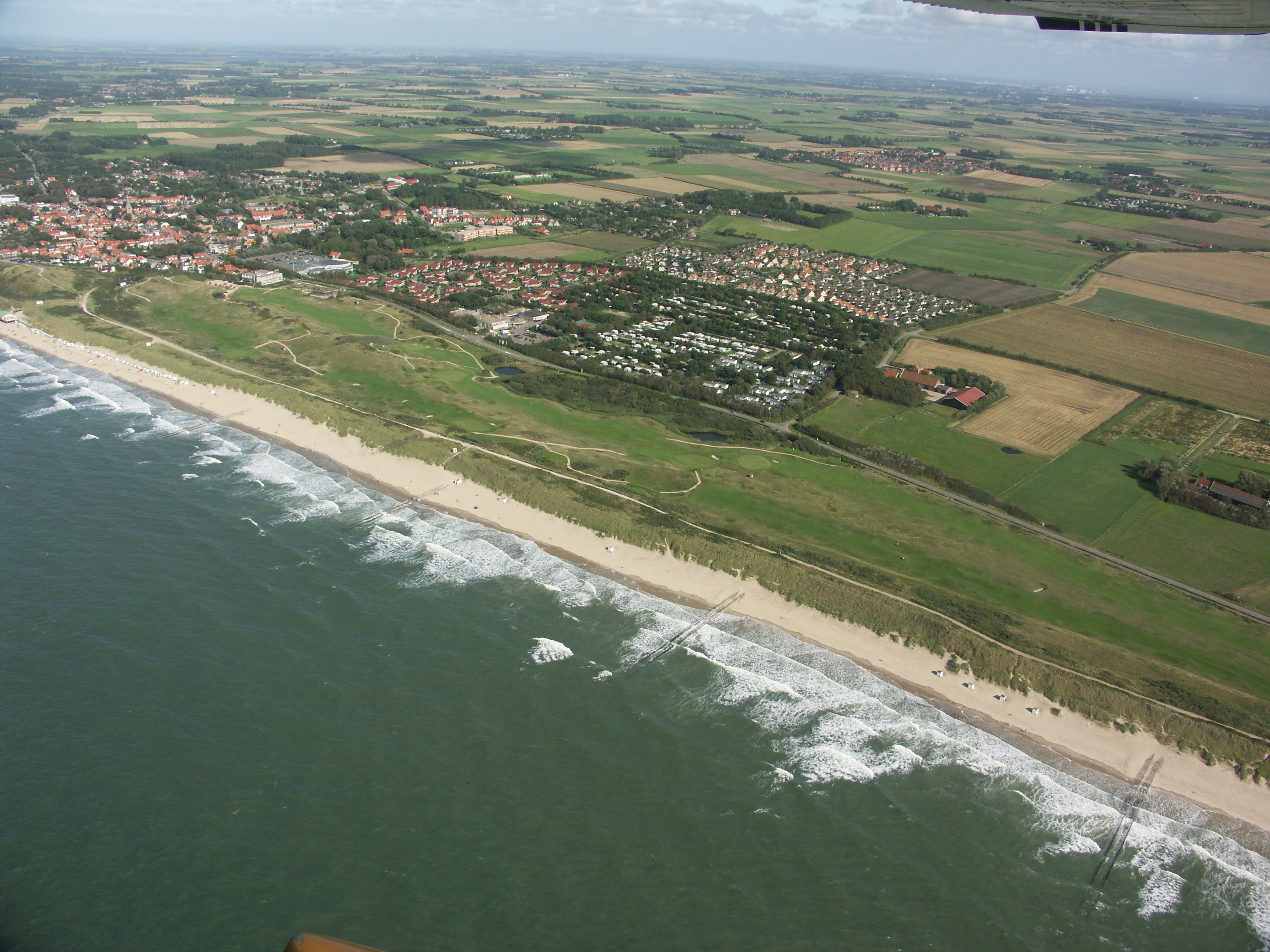
Domburgsche, un links en Países Bajos.

Links es un término escocés, de la palabra inglesa antigua hlinc : "terreno elevado, cresta", que describe dunas de arena costeras y, a veces, áreas similares tierra adentro. Es en campos de golf cerca de las ciudades del centro-este de Escocia donde se juega al golf desde el siglo XV.
Los campos links tradicionales suelen estar organizados con hoyos en pares a lo largo de la costa; Los jugadores jugarían "afuera" a través de una serie de hoyos hasta el punto más alejado del campo, y luego regresarían "adentro" a lo largo del segundo conjunto de hoyos.
Entre los campos links famosos se incluyen el Old Course de St. Andrews, a menudo descrito como el "hogar del golf", y Musselburgh Links, que generalmente se considera como el primer campo de golf del que se tiene registro. El Abierto Británico de Golf, el más antiguo de los grandes campeonatos de golf, se juega siempre en un campo links. En todo el mundo se han desarrollado campos de golf tipo links y links, que reproducen un terreno quebrado, sin árboles y con profundos búnkers de sus prototipos escoceses.

### Ejecutivo
Un campo ejecutivo o campo corto es un campo con un par total significativamente menor que el de un campo típico de 18 hoyos. Existen dos tipos principales:
- Un "campo de 9 hoyos", típicamente del tipo denominado "campo ejecutivo", tiene sólo 9 hoyos en lugar de 18, pero con la combinación normal de hoyos par 3, par 4 y par 5 (que generalmente producen un puntaje par de entre 34 y 36), y el campo se puede jugar una vez para un juego corto, o dos veces para una ronda completa.
- Un campo "par 3" tiene 9 o 18 hoyos, y la distancia de cada hoyo es una clasificación de par 3 (normalmente 240 yardas o menos desde el área de salida "para hombres"), sin que los hoyos par 4 o 5 exijan tiros a través del green (aunque, ocasionalmente, un campo "par 3" puede tener un hoyo par 4 o incluso un par 5). Como resultado, el par total para 18 hoyos de un campo de par 3 sería 54 en lugar del típico 68-72. Algunos campos de par 3 todavía requieren el uso de una madera en algunos golpes de salida y, por lo tanto, se utiliza un juego "completo" de palos.
  - Un tipo estandarizado común de campo de par 3 es el campo "Pitch and Putt", donde cada uno de los 9 o 18 hoyos tiene una distancia desde el tee hasta el hoyo de menos de 100 yardas, con una distancia total del campo de 18 hoyos no mayor a 1,200 yardas (por lo que cada hoyo tiene un promedio de 67 yardas). Esto permite jugar el campo sin un juego completo de palos; Por lo general, solo se necesitan cuñas, posiblemente un hierro 9 para los hoyos más largos, junto con un putter, para jugar en el campo. Las reglas para las competiciones formales de Pitch and Putt exigen un límite de tres palos, dos hierros y un putter.

En 2014, el PGA Tour celebró un evento del Champions Tour en un campo de nueve hoyos par 3, el Big Cedar Lodge Legends of Golf en Ridgedale, Misuri, con cuatro rondas (división regular) o tres (división mayor de 65) jugadas. el campo de par 3, y una ronda jugada en un campo reglamentario cercano de 18 hoyos con par 71.

### Pitch and putt

El campo "par 3" o pitch and putt en Shibden Hall, Inglaterra

El pitch and putt es un deporte amateur, similar al golf y también conocido como chip and putt. La longitud máxima del hoyo para competiciones internacionales es 90 metros (100 yd) con una longitud total máxima del recorrido de 1200 metros (1310 yd). Los jugadores sólo pueden utilizar tres palos, uno de los cuales debe ser un putter. El juego se juega desde superficies de salida artificiales elevadas utilizando un tee y tiene su propio sistema de handicap.

## Propiedad y gestión
Hay tres categorías principales de propiedad y gestión de un campo de golf: privada, comercial y municipal.

### Privado
Un campo privado es propiedad de un club de golf y lo administra en nombre de sus miembros, sin fines de lucro. Muchos de los campos abiertos durante el auge del golf a finales del siglo XIX y principios del XX son de este tipo. Algunos campos, como Augusta National, son muy exclusivos y solo permitirán a los visitantes jugar por invitación de un miembro del club y junto a él. Otros permiten visitantes en determinados momentos, pero pueden insistir en la reserva previa y una prueba de competencia en golf.

### Comercial
Un campo comercial es propiedad y está administrado por una organización privada y está operado con fines de lucro. Pueden construirse para proporcionar una atracción principal o complementaria para los visitantes de un hotel o complejo comercial, como pieza central de un desarrollo inmobiliario, como un club de campo exclusivo o como un campo abierto al público en general por un cobro de acceso para jugar. Ejemplos notables incluyen Pinehurst en Estados Unidos y Gleneagles en Escocia.

### Municipal

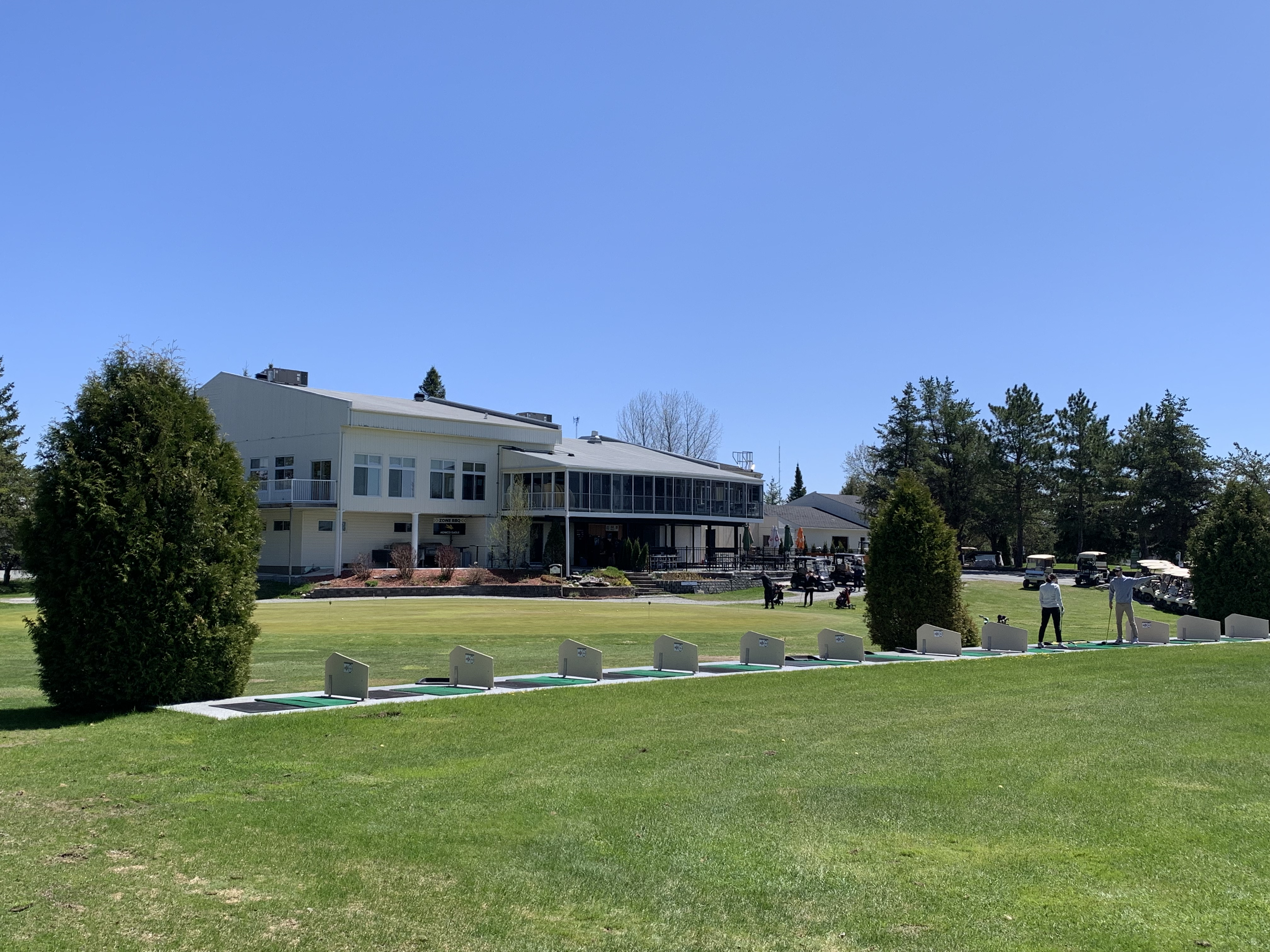
Club de golf municipal Dallaire en Québec

Un campo municipal es propiedad y está administrado por un organismo de gobierno local para beneficio de residentes y visitantes. Algunos de los campos de golf históricos escoceses, incluidos St Andrews y Carnoustie, entran en esta categoría junto con Bethpage y Pebble Beach en Estados Unidos y muchos otros. Es cada vez más común que la gestión de los campos de golf municipales se subcontrate a organizaciones comerciales o de otro tipo o que el curso se venda o cierre por completo.

### Clubes asociados
Muchos establecimientos comerciales y municipales tienen clubes de golf asociados, que organizan competiciones para sus miembros en los campos y pueden proporcionar instalaciones de casa club. Particularmente en el Reino Unido, algunos clubes privados de mayor antigüedad tienen un club "Artisan" asociado, originalmente establecido para ofrecer golf de bajo costo con derechos de juego limitados a cambio de trabajo no remunerado en el campo.

## Impacto ambiental

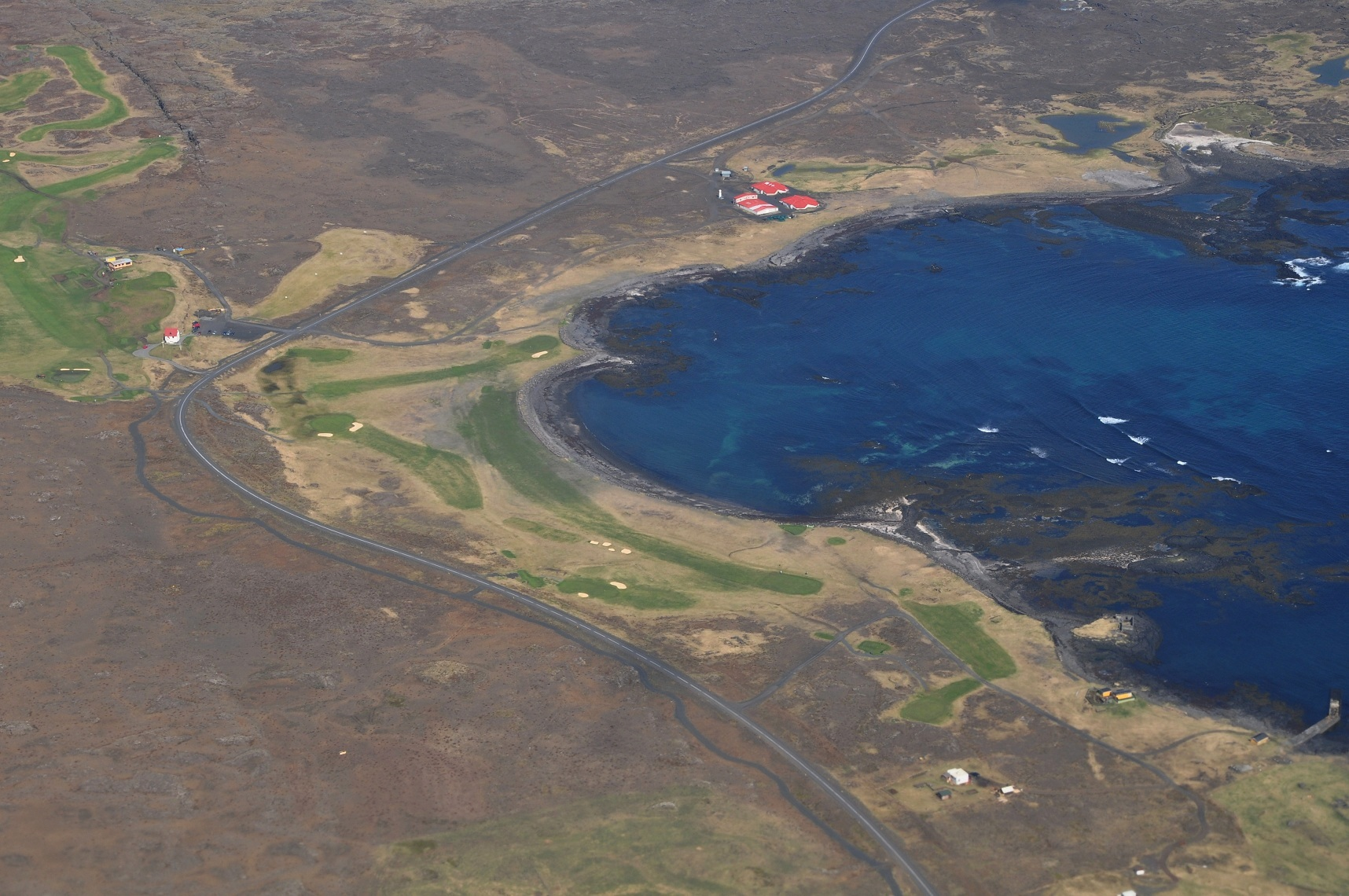
Campo de golf en Grindavík, Islandia, en mayo de 2011, en medio de áridos campos de lava

Las preocupaciones medioambientales por el uso de la tierra para campos de golf han aumentado desde la década de 1960. Las cuestiones específicas incluyen la cantidad de agua que se necesita para el riego y el uso de plaguicidas y fertilizantes químicos en el mantenimiento, así como la destrucción de humedales y otras áreas ambientalmente importantes durante la construcción. Movimientos ecologistas han denunciado que la proliferación de campos de golf en la segunda mitad del siglo XX es «otra forma de monocultivo, donde se importan suelos y pastos exóticos, fertilizantes químicos, pesticidas, fungicidas y herbicidas, así como maquinaria para sustituir los ecosistemas naturales. Estos sistemas paisajísticos externos crean presión sobre los suministros de agua y el suelo locales, al mismo tiempo que son altamente vulnerables a enfermedades y ataques de plagas.»
Las Naciones Unidas estiman que los campos de golf consumen a nivel mundial alrededor de 2,5 mil millones de galones/9,5 mil millones de litros de agua por día. El principal método de uso del agua se centra en la regulación ecológica y el mantenimiento de los campos. En 2022, el Servicio Geológico de Estados Unidos reportó que el estado de Utah utilizaba alrededor de 38 millones de galones de agua en sus campos de golf por día, agua suficiente para llenar casi 58 piscinas de tamaño olímpico.
Las preocupaciones ambientales, junto con las preocupaciones sobre los costos y la salud humana, han llevado a la investigación de prácticas más racionales para el medio ambiente. La USGA comparte las mejores prácticas de gestión y estudios de casos de campos de golf de Estados Unidos sobre temas como la eficiencia del riego, el uso de agua reciclada, la infraestructura de aguas lluvias, los pastos nativos y el aumento del hábitat de los polinizadores.
En la actualidad, muchos campos de golf se riegan ahora con agua no potable y agua de lluvia. La Agencia de Protección Ambiental de Estados Unidos prohibió en 1988 el uso de diazinón en campos de golf y granjas de césped debido a su impacto negativo en las aves.
Los campos de golf se pueden construir en zonas arenosas a lo largo de las costas, en granjas abandonadas, entre minas a cielo abierto y canteras, y en desiertos y bosques. Muchos países occidentales han instituido restricciones ambientales sobre dónde y cómo se permite la construcción de campos de golf. El problema en la sociedad actual con la construcción de campos de miles de millones de dólares es que ocupa el lugar de un uso mucho mejor del suelo. Esos métodos de uso incluyen la construcción de comunidades para personas sin hogar y desfavorecidos, parques nacionales y bosques para el turismo, crecimiento de vida silvestre y animales en libertad. También existe el problema del reemplazo de tierras agrícolas, que es una necesidad fundamental en la economía y que causa problemas en la cadena de suministro.

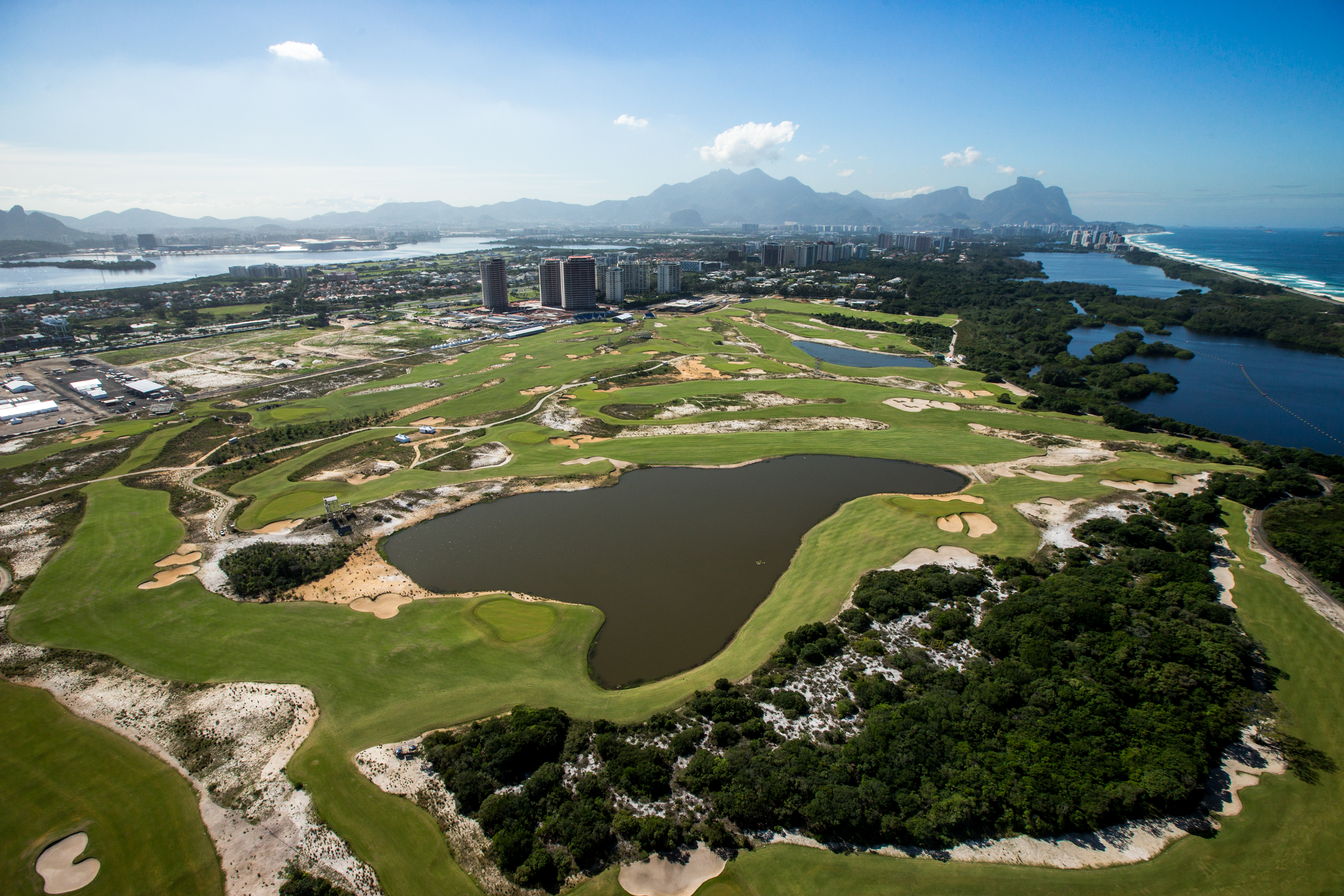
Campo de golf olímpico de Río de Janeiro

En algunas partes del mundo, los intentos de construcción de campos de golf y complejos turísticos han provocado protestas. Hay quienes perciben el golf como una actividad elitista y, por tanto, los campos de golf se convierten en blanco de la oposición popular. Bajo este tipo de premisas, en 1993 fue fundado el Movimiento Global Anti-Golf, en respuesta a la frenética proliferación del desarrollo de complejos turísticos y campos de golf en todo el mundo. Resistir el turismo y la expansión del golf se ha convertido en un objetivo de algunos movimientos de reforma agraria, especialmente en Filipinas e Indonesia. En Brasil, activistas ambientales protestaron por lo que consideran la mayor devastación ambiental en la historia de Río de Janeiro: el campo de golf construido para los Juegos Olímpicos de 2016, en un sitio de un área equivalente a 100 campos de fútbol, parte de la reserva natural municipal de Marapendi, anteriormente protegida, y que alberga aproximadamente 300 especies de animales.
En Bahamas, la oposición a los desarrollos de golf se ha convertido en un problema nacional. Los residentes de Great Guana Cay y Bimini, por ejemplo, están comprometidos en una oposición legal y política a los desarrollos de golf en sus islas, por temor a que los campos de golf destruyan el equilibrio pobre en nutrientes del que dependen sus sistemas de arrecifes de coral y manglares.
En Arabia Saudita y en otras regiones en zonas áridas, los campos de golf se han construido sobre nada más que arena cubierta de petróleo. Los jugadores pueden utilizar un rodillo en los greens para suavizar el camino previsto antes del putt. En noviembre de 2022, cuatro campos de golf de Arabia Saudita fueron certificados por la fundación GEO, lo que solidifica el compromiso de esos campos de aumentar la sostenibilidad de los campos de la zona y mejorar la producción económica. Esta ley fue respaldada por leyes muy estrictas en Arabia Saudita que incluyen la gestión, la reducción de la huella climática y de carbono, y también la restauración de la economía.
Audubon tiene un programa educativo y de certificación para que los campos de golf alcancen estándares ambientales más altos y se conviertan en un Santuario Cooperativo Certificado de Audubon.
Si bien los campos de golf son un gran objetivo de la contaminación y el calentamiento global, se han realizado grandes esfuerzos para convertir el golf en un juego que ayude al medio ambiente y no a destruirlo. Los campos de golf suelen crear grandes espacios verdes que sirven como hábitat para diversas plantas y animales. Algunos campos incorporan características naturales y corredores de vida silvestre, lo que contribuye a la preservación de la biodiversidad. Los campos de golf en su conjunto también suelen requerir una cantidad considerable de agua para el riego. Los cursos gestionados adecuadamente pueden mostrar prácticas eficientes de gestión del agua, como el uso de agua recuperada o sistemas de riego sostenibles. Estas son las primeras etapas cruciales para superar las cuestiones medioambientales y los problemas dentro de la industria del golf. El problema de la sostenibilidad surge cuando los animales y las plantas no invasivas son desplazados y se alteran y distorsionan muchos pantanos, humedales y otros lugares destacados de vida silvestre.